# Isolepis cernua
Isolepis cernua är en halvgräsart som först beskrevs av Vahl, och fick sitt nu gällande namn av Johann Jakob Roemer och Schult.. Isolepis cernua ingår i släktet borstsävssläktet, och familjen halvgräs.

## Underarter
Arten delas in i följande underarter:
- I. c. andina
- I. c. cernua
- I. c. meruensis
- I. c. platycarpa
- I. c. setiformis

## Bildgalleri

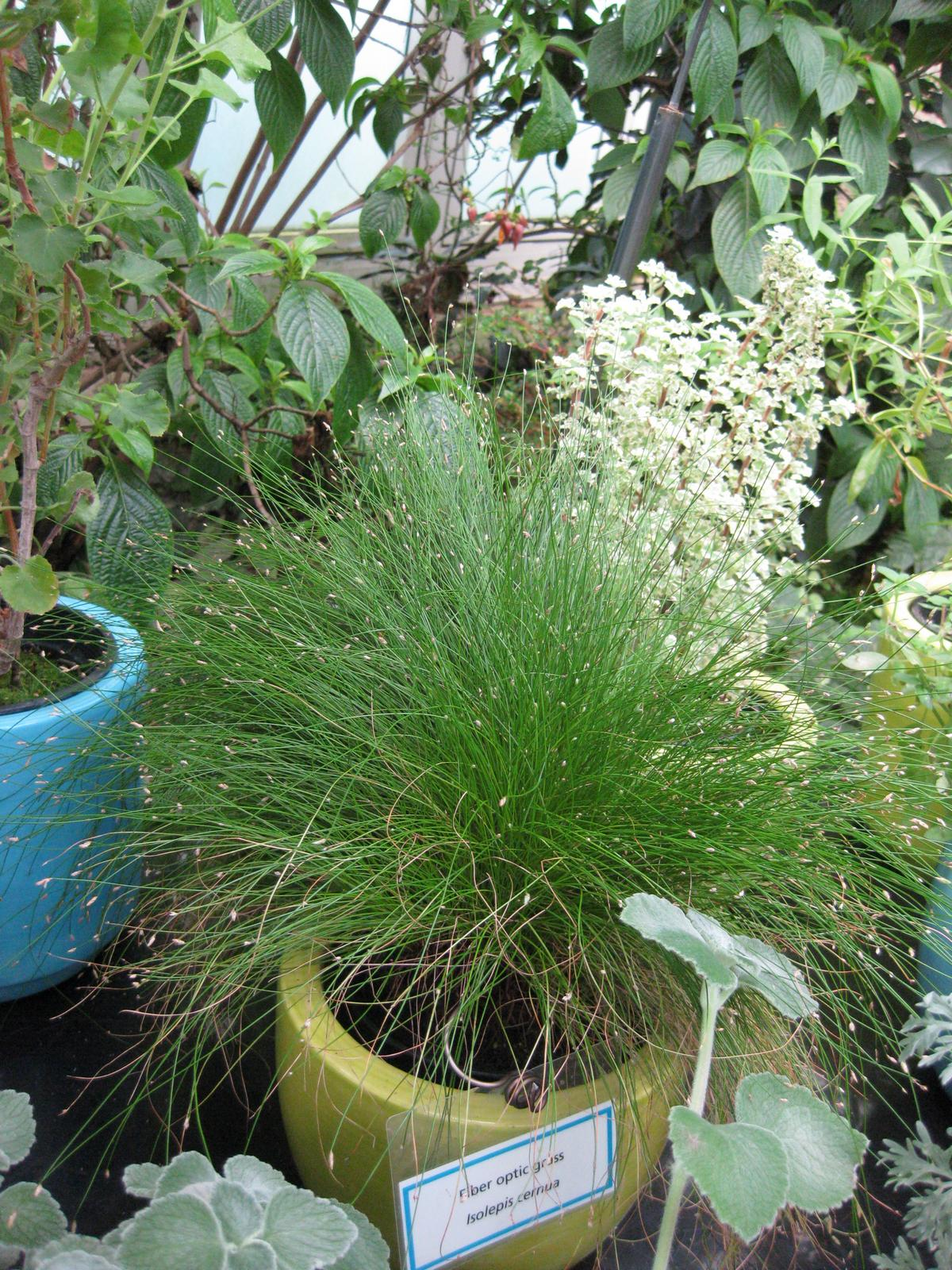
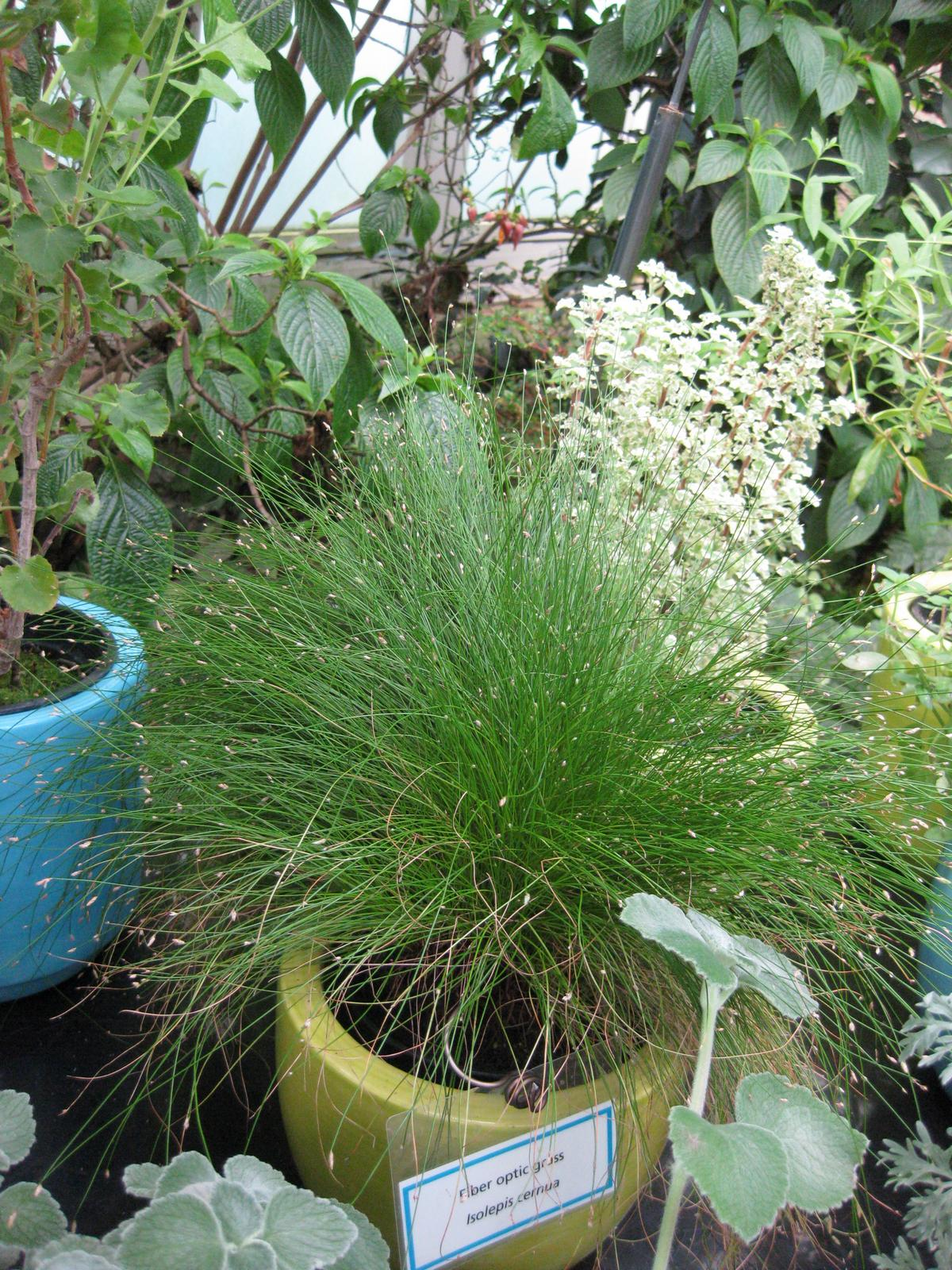
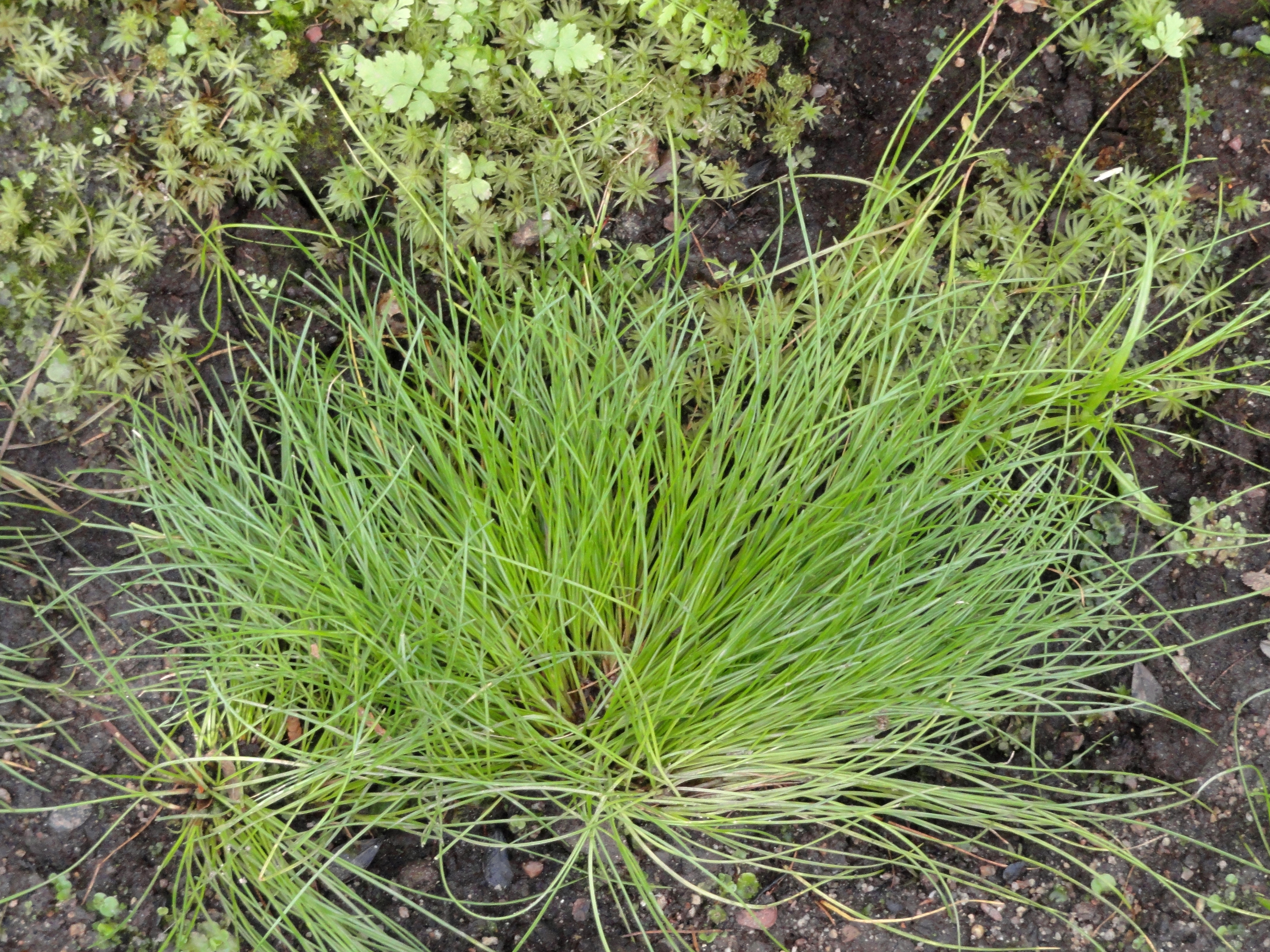
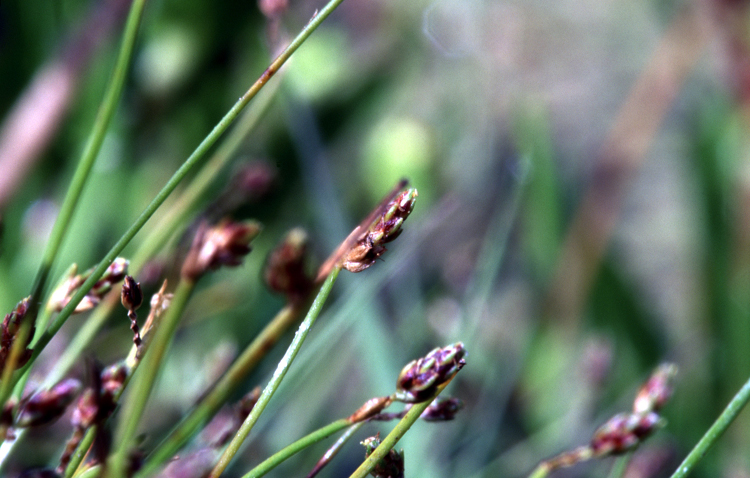